# Carole Durand-Laurier
Pour les articles homonymes, voir Durand (nom de famille) et Laurier.
Pas d'image ? Cliquez ici

a Compétitions nationales et continentales officielles uniquement.

b Matchs officiels uniquement.
Carole Durand-Laurier, née le 27 juin 1966, est une joueuse internationale française de rugby à XV, évoluant au poste de deuxième ligne. Sélectionnée à quatorze reprises en équipe de France, elle est championne de France avec les Pachys d'Herm en 1998.
Elle dirige l'équipe de France féminine de 2005 à 2010.

## Biographie
Carole Laurier naît le 27 juin 1966,. Elle pratique le rugby à XV au poste de deuxième ligne dans le nord des Landes à Biscarrosse, au sein du Biscarrosse olympique rugby à partir de 1989. Elle rejoint plus tard les Pachys d'Herm dans le sud du département.
En 1997, elle remporte avec la Côte d'Argent le championnat de France des comités. L'année suivante, elle devient championne de France avec Herm.
C'est en 1997 qu'elle dispute son premier match en équipe de France, contre l'Angleterre, et participe l'année suivante à la Coupe du monde. Elle devient championne d'Europe en 1999.
De 2005 à 2010, elle dirige l'équipe de France féminine de rugby à XV,.
Elle est la mère de la rugbywoman Manon Durand, championne de France 2022 de la discipline.